# Δ-戊内酯
δ-戊内酯（英語：delta-Valerolactone）是一种内酯类有机化合物，化学式C5H8O2，在生产聚酯等化学过程中用作中间体。